# Olof Theodor Liljewalch
Olof Theodor Liljewalch, född den 7 november 1771 i Lund, död	där den 18 juni 1815, var en svensk jurist och ämbetsman. Han var bror till Carl Fredrik Liljewalch.
Liljewalch, som var uppvuxen i ett rådmanshem i den sydsvenska lärdomsstaden, var den ende ofrälse revisionssekreterare som vid Högsta domstolens ombildning 1809 blev justitieråd.